# 天津条约
《天津條約》包括《中俄天津条约》、《中美天津条约》、《中英法天津条约》，是指1858年（咸丰八年）清政府在第二次鴉片戰爭戰敗後與俄罗斯帝国、美國、英國、法國在天津海光寺所簽訂的一系列條約。清朝委派大學士桂良和各國代表談判並簽約。中方的真確文本原存於中華民國外交部，現典藏於臺北市國立故宮博物院恆溫恆濕的庫房保存。

## 对俄国
清朝代表桂良和俄國代表於6月13日簽約，共12款。
1. 向俄国增开上海、宁波、福州、厦门、广州、台湾（台灣府安平舊港）、琼州七处通商口岸，俄国兵船可在各口岸停泊。
2. 扩大陆路通商，嗣后对俄国陆路通商人数、所带货物与资本，不加限制。
3. 俄国得在各通商口岸设领，俄人若与中国人发生纠葛或其他事故，由两国官员“会同办理”。俄人在华犯罪，按俄国法律受审。
4. 俄国人在内地传教，中国方面不得禁止。
5. 中国今后给予别国的一切政治、贸易及其他特权，“毋庸再议，即与俄国一律办理施行”。
6. 由两国派员查勘“从前未经定明边界”，“务将边界清理补入此次和约之内”。

## 對美國
清朝代表桂良和美國代表於6月18日簽約，共30款。
1. 清政府若就公使駐京問題與別國另有應允或立约，美国同時享受同等權利。
2. 若美國官船駛至中國近海，清朝應就採買食物、汲取淡水、修理船隻等給予協助。若美國船隻被毁、被劫，應准許美国官船追捕盗贼。若美国人受到匪徒侵害，地方官须立即派兵驅逐匪徒，嚴拿治罪，以保护美国人。
3. 增开潮州（后改汕头）、台南（台南安平舊港）為通商口岸。美国人可在通商口岸居住，或租地自行建楼以及设立医院、教堂及墓地等。美国的官员及人民可以雇佣清朝買辦、厮役、工匠、水手、引水，可以延纳漢人教授语言及幫辦文墨，地方官民均不得稍有阻挠、陷害。
4. 對於傳教士，地方官当一体保护，他人毋得骚扰，即“宽容条款”[註 1]。“宽容条款”的要害是，不仅外国传教士，连中国信徒也受不平等条约的保护。
5. 嗣後清朝有何惠政、恩典、利益施及他国及其商民，美国官民一体適用[註 2]。

## 對英國、法國
清朝代表桂良和英法代表於6月26、27日簽約，各有56、42款，再加上附約。
1. 增開牛莊（后改营口）、登州（后改烟台）、台灣（今台南安平舊港）、淡水、打狗（今高雄港）、雞籠（今基隆港）、潮州（后改汕头）、瓊州、南京及鎮江、漢口、九江為通商口岸。
2. 英法人士可在內地遊歷及傳教。
3. 英法商船可以在長江各口往來。
4. 英法人士在華犯罪，享有領事裁判權。
5. 關稅由雙方協定，每十年修訂一次。
6. 雙方互派公使；外使可行西禮，並進駐北京。
7. 清朝賠償英國四百萬兩、法國二百萬兩白銀。

附約亦規定：
1. 鴉片改稱洋藥，可自由買賣及進口。

1. 海關聘用英人幫辦稅務。
2. 修改稅則，以「值百抽五」(即5%)為原則。

## 天津條約臺灣開埠情形[3]
| 簽約國           | 時間               | 備註                                       |
| ---------------- | ------------------ | ------------------------------------------ |
| 俄羅斯           | 咸豐八年（1858）   | 五月初三日天津條約第三款（臺灣）           |
| 美利堅           | 咸豐八年（1858）   | 五月初八日天津條約第十四款（臺灣）         |
| 英吉利           | 咸豐八年（1858）   | 五月十六日天津條約第十一款（臺灣）         |
| 法蘭西           | 咸豐八年（1858）   | 五月十六日天津條約第六條（臺灣、淡水）     |
| 布羅斯（普鲁士） | 咸豐十一年（1861） | 七月廿八日天津條約第六款（臺灣、淡水）     |
| 葡萄牙           | 同治元年（1862）   | 七月十八日和好貿易條約第十款（臺灣、淡水） |
| 丹麥             | 同治二年（1863）   | 五月廿八日北京條約第十一款（臺灣、淡水）   |
| 荷蘭             | 同治二年（1863）   | 八月廿四日天津條約第二款（臺灣、淡水）     |
| 西班牙           | 同治三年（1864）   | 九月初十日天津條約第五款（臺灣、淡水）     |
| 比利時           | 同治四年（1865）   | 九月十四日北京條約第十一款（臺灣、淡水）   |
| 義大利           | 同治五年（1866）   | 九月十八日北京條約第十一款（臺灣、淡水）   |
| 奧地利           | 同治八年（1869）   | 七月廿六日通商條約第八款（臺灣、淡水）     |
| 日本             | 同治十年（1871）   | 七月廿九日通商章程第一款（臺灣、淡水）     |
| 秘魯             | 同治十三年（1874） | 五月十三日通商條約（一體均霑）             |
| 巴西             | 光緒七年（1881）   | 八月十一日和好通商條約第五款（一體均霑）   |

1861年7月英國駐臺領事郇和四度訪臺後開埠，1862年7月18日在滬尾設洋關開市。開港後，英國、荷蘭、法國、普魯士、比利時、意大利、奧大利、丹麥、西班牙、葡萄牙、美國、日本、秘魯、巴西等國商船紛紛前來貿易。臺灣清治時期除德意志帝國於1886年設館外，英國駐臺領事亦兼攝他國領事事務。